# Richard V. Woods Memorial Bridge
Le Richard V. Woods Memorial Bridge – ou Lady's Island Bridge – est un pont de Caroline du Sud, dans le sud-est des États-Unis. Ouvert le 17 décembre 1959, ce pont routier permet à l'U.S. Route 21 de franchir la Beaufort River entre Beaufort et Lady's Island, dans le comté de Beaufort. Il est inscrit au Registre national des lieux historiques depuis le 6 janvier 2023.